# Leonel Wilfredo Ruíz
Leonel Wilfredo Ruíz Carmona (ur. 27 lipca 1975) – wenezuelski judoka. Olimpijczyk z Aten 2004, gdzie odpadł w eliminacjach w wadze ciężkiej.
Uczestnik mistrzostw świata w 2007. Startował w Pucharze Świata w 2004 i 2008. Wicemistrz igrzysk Ameryki Południowej w 2006 w drużynie. Zdobył trzy medale igrzysk Ameryki Środkowej i Karaibów. Złoty medalista mistrzostw panamerykańskich w 2004. Wicemistrz igrzysk boliwaryjskich w 2005 roku.

## Letnie Igrzyska Olimpijskie 2004
| Konkurencja | Eliminacje                    | Klas. końcowa |
| Konkurencja | Przeciwnik I                  | Miejsce       |
| ----------- | ----------------------------- | ------------- |
| 100 kg      | Charalambos Papaioanu (GRE) P | 1 runda       |